# Asphodelus acaulis
Asphodelus acaulis är en grästrädsväxtart som beskrevs av René Desfontaines. Asphodelus acaulis ingår i afodillsläktet som ingår i familjen grästrädsväxter. Inga underarter finns listade i Catalogue of Life.